# Герб Валашского княжества
Герб Валашского княжества — официальный государственный символ Валашского княжества; один из главных государственных символов наряду с флагом. Его геральдические элементы послужили основой для герба Румынии. Геральдической эмблемой княжества традиционно считается чёрный ворон с крестом в лазоревом поле.

## Гербовые фигуры и цвета
Основной фигурой на печатях князей Валахии был ворон. Сначала он изображался повёрнутым вправо (влево от зрителя), смотрящий налево, сложив крылья. Позже форма меняется: он раскрывает крылья, глядя вправо или влево.
Крест находился слева (справа от зрителя) от ворона, но со временем он переместился вверх к клюву.
Звезда и месяц, присутствовавшие слева сверху от креста, иногда могли не изображаться, или заменялись несколькими звёздами. Постепенно звезда превратилась в солнце.
Что касается можжевеловой ветви, на которой сидел ворон, то она также со временем превратилась в можжевеловый куст, а в некоторых гербах ветвь была заменена зелёным полем.
Ворон обычно изображался чёрным с красны клювом и когтями, красными, но известен вариант с золотой птицей.
Что касается цвета эмали (фона щита), то первоначально был представлен лазурью, как это было на первых гербах Валахии, но есть и вариант с красным.
Звезда (звёзды) и месяца были чаще золотыми, иногда месяц был серебряным, либо только красные звёзды.
Крест изображался золотым или красным.

## История
Некоторые исследователи производят герб Валахии от Валерия Мессалы Корвина (лат. Corvinus — «ворон»), который во времена императора Тиберия завоевал территории будущих Венгрии и Валахии. Из этого рода были венгерские короли Хуняди-Корвины Иоанн (Янош) и Матвей (Матьяш).
Впервые символ Валахии (Бессарабии) изображён на динарах Валахии при Владиславе I Басарабе в 1370 году. На аверсе монет помещался герб Венгрии, а на реверсе — сидящая на рыцарском шлеме обернувшаяся птица (орёл или ворон) с крестом в клюве.
На печатях первоначально изображался ворон, держащий в клюве крест.
Характерно, что на печати воеводы Рады Великого (1499) приведена легенда на старославянском: валл. ІѠ РАДꙊЛЬ ВОЕВОДА И ГНЬ ВЪСОИ ꙀЄМЬЛИ ꙊГРОВЛАХИСКОИ СИЬ ВЛАДАВЄЛ И КАГО ВОЕВОДА — «Божьей милостью, Радуль — воевода и господин всей земли Угровлахийской, сей владетель и его воевода».
Одно из первых упоминаний герба Валахии в цвете содержится в документе, датируемом 1598 годом. В нем говорится, что «господарь Михай имел большое государственное знамя: белый дамаст (камчатное полотно), на котором был изображён ворон, сидящий на зелёных можжевеловых ветвях, в его серебряном клюве золотой обрубленный двойной крест». Томмазо Каприоли — военачальнику империи Габсбургов и губернатору Трансильвании — за отражение атаки турецкой армии в 1604—1606 годах разрешили включить в свой герб эмблему Валахии, состоящую из ворона на серебряном поле, опиравшегося на ветвь можжевельника, и держащего в клюве двойной красный крест, увенчанный шестиконечной звездой.
Описание герба Валахии, включенного, наряду с гербами других владений князей Кантакузенов, в состав их родового герба: «в лазуревом поле золотой ворон на зелёной скале, держащий в клюве золотой крест, сопровождаемый золотыми же солнцем и полумесяцем». Существует вариант герба с чёрным вороном.
Русско-турецкая война 1768—1774 годов освободила территории Валашского и Молдавского княжеств от Османского ига. В ознаменование победы русского оружия в 1771 году выпускается монета с изображением на реверсе двуглавого орла, у лап которого герб Валахии и Молдавского княжества.
В 1834 году князь Александр Гика вводит символ Валахии в виде синего орла, держащего в лапах скипетр и меч. Именно это изображение было на его флаге. Это должно было отразить популярные в XIX веке взгляды о происхождении валахов от римлян. В Румынии существует версия происхождения этого символа — орёл являлся символом Древнего Рима, чьим наследником на Балканах считают себя румыны, так как именно во времена римской экспансии у Гето-даков формируется первая государственность.
В 1420 году немецкий хронист Ульрих фон Рихенталь в своей «Хронике Констанцкого Собора», рассказывая о Средневековой Бессарабии, как в Средние века называли Валахию по династии Басарабов, и Валахии поместил вымышленные гербы Басарабии и Валахии с изображением чернокожих людей. Это, вероятно, связано с существовавшим в то время названием предков румын — моровлахи, что означало «чёрные влахи». Этот же герб повторяет П. Витезович в своей книге «Стематография», изданной в 1702 году.
В гербовнике Conciliumbuch zu Costancz (1420—1430), издание «Codex von Aulendorf» (1433—1450), на гербе Валахии изображён чёрный лев.

### Изменения в XIX—XX веке
В XIX веке происходят изменения: ворон заменяется на «римского» орла, из под ног исчезает зелёный куст или зелёное поле.
После объединения Молдавского и Валашского княжеств: орёл окончательно вытесняет ворона, цвет орла мог быть чёрным или золотым.
После 1859 года, когда Княжества Валахия и Молдавия объединились в единое Румынское государство, встал вопрос о гербе. В 1863 году было принято решение объединить традиционные символы Валахии (золотой орёл, держащий в клюве крест) и Молдавского княжества (голова тура со звездой). В объединённом гербе для Валахии в качестве фона используются цвета флага: синий и жёлтый, иногда красно-жёлто-синий. С образованием Королевства Румыния в 1881 году щит становится синим, а орёл и крест окончательно приобретают золотой цвет. Солнце и месяц «делят» Валахия и Молдавия: у Валахии остаётся только солнце, а у Молдавии только месяц.
В начале XX века вносятся последние изменения для Валахии в объединённом гербе Румынского королевства: в герб возвращается месяц, а у орла лапы и клюв становятся золотыми.

## Галерея

Герб рода Хуньяди, от которого, по одной из версий, произошёл герб Валахии
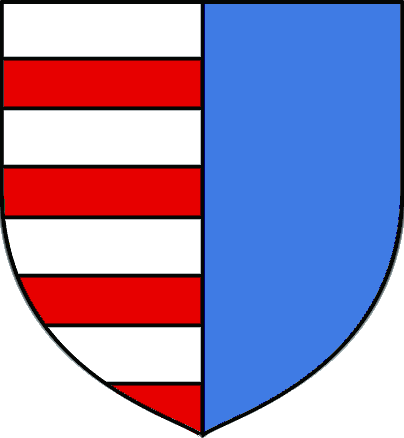
Герб Басараба І
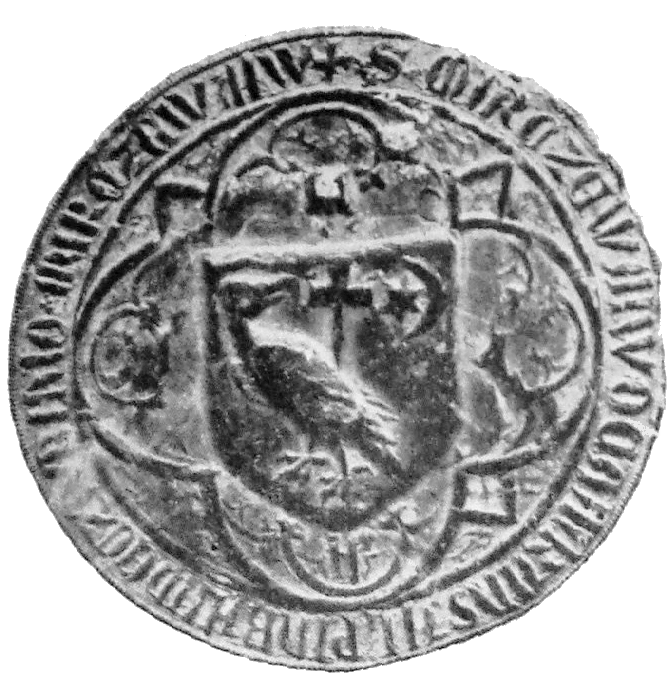
Печать воеводы Мирчи I Старого (ок. 1390) с изображением герба Валахии
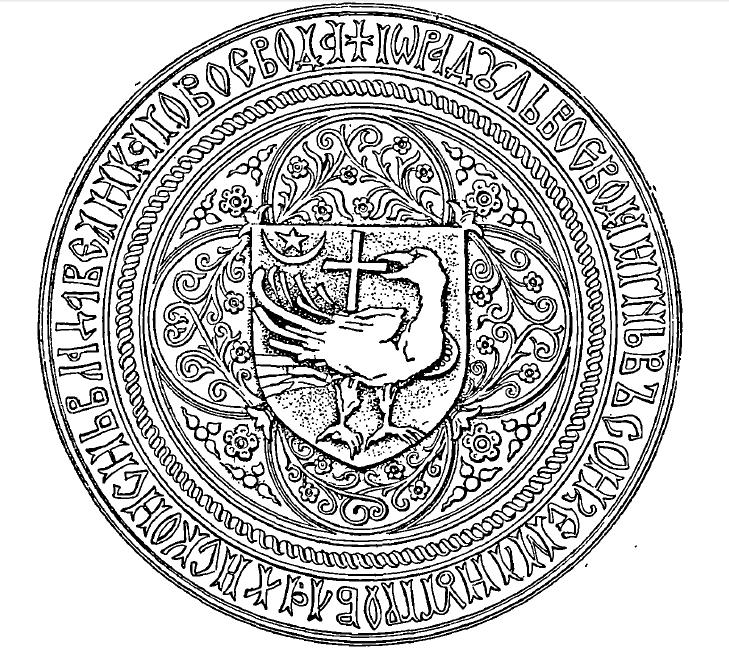
Печать воеводы Рады Великого (1499).
Герб воеводы Николае Петрашку[англ.]. 1600
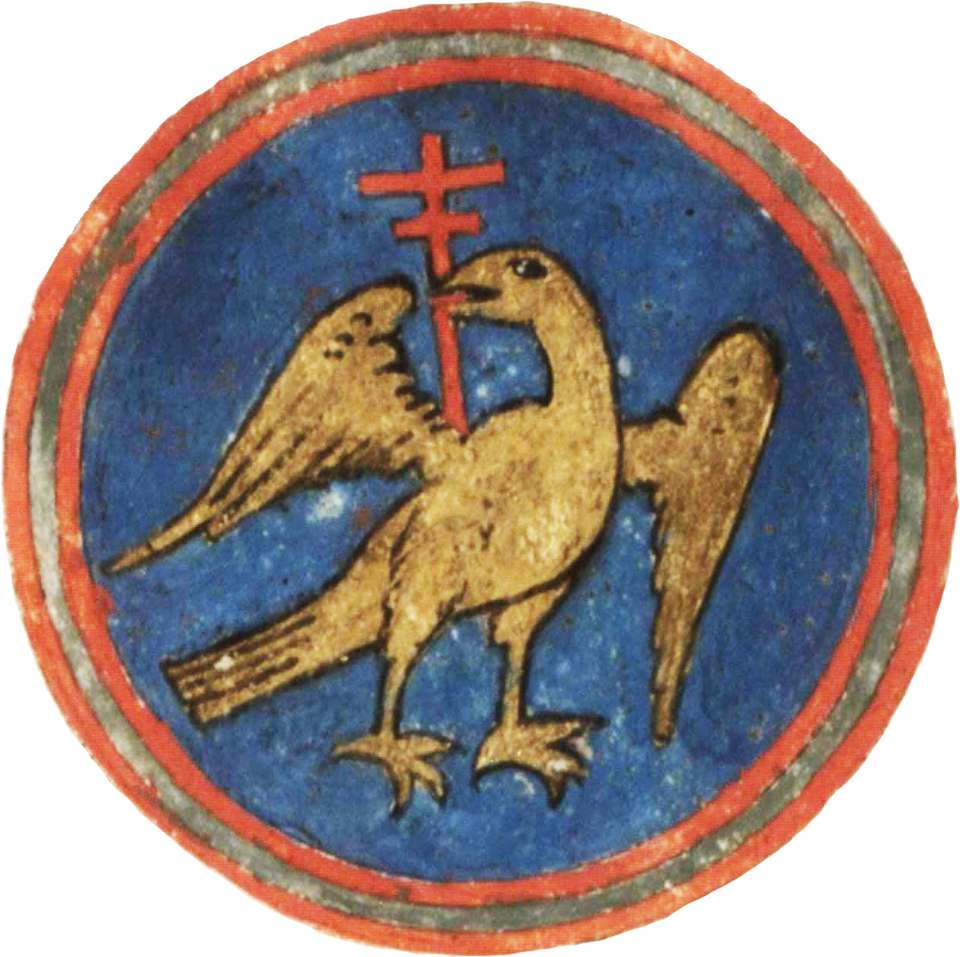
Герб Александра Князька. 1624
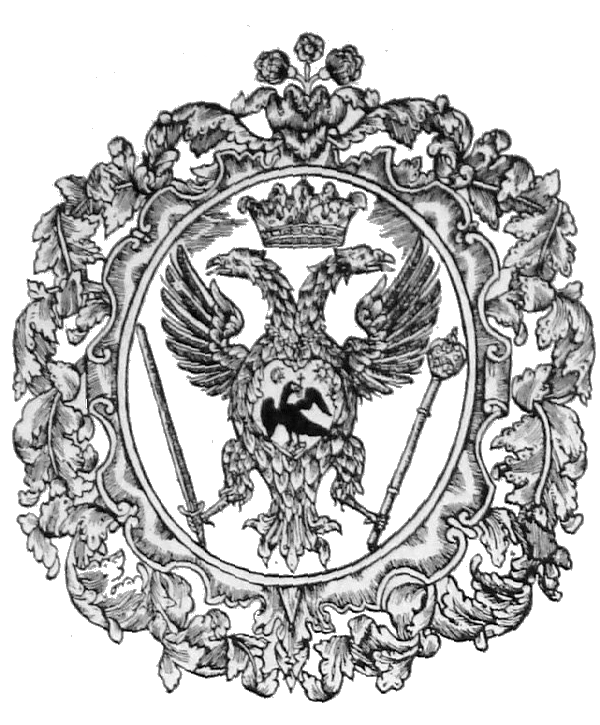
Герб Щербана Кантакузена из аристократического рода Византийской империи. 1688
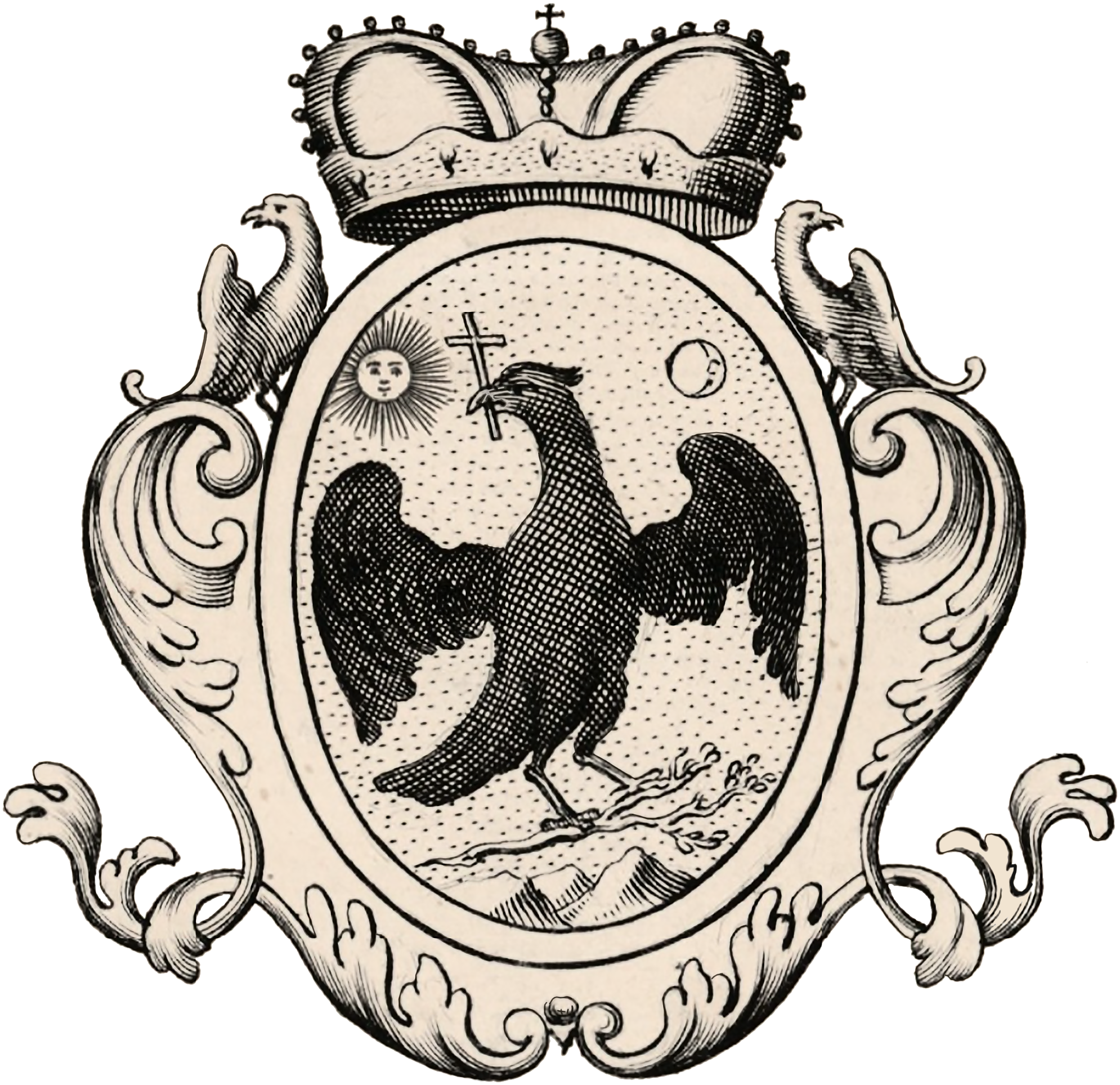
Герб с карты XVII века
Герб Константина Брынковяну. 1700
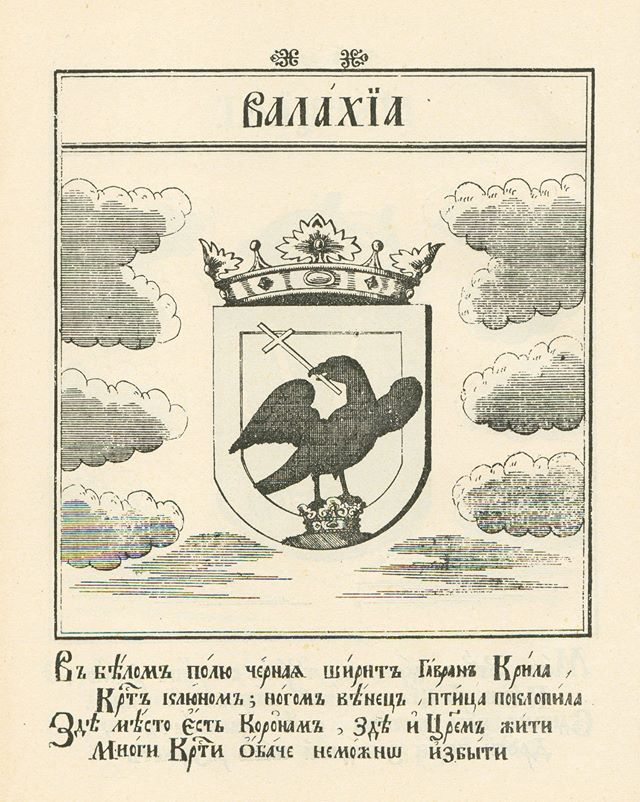
Герб Валашского княжества из «Стематографии». 1702
Реверс с российской монетв 1 пара. 1772
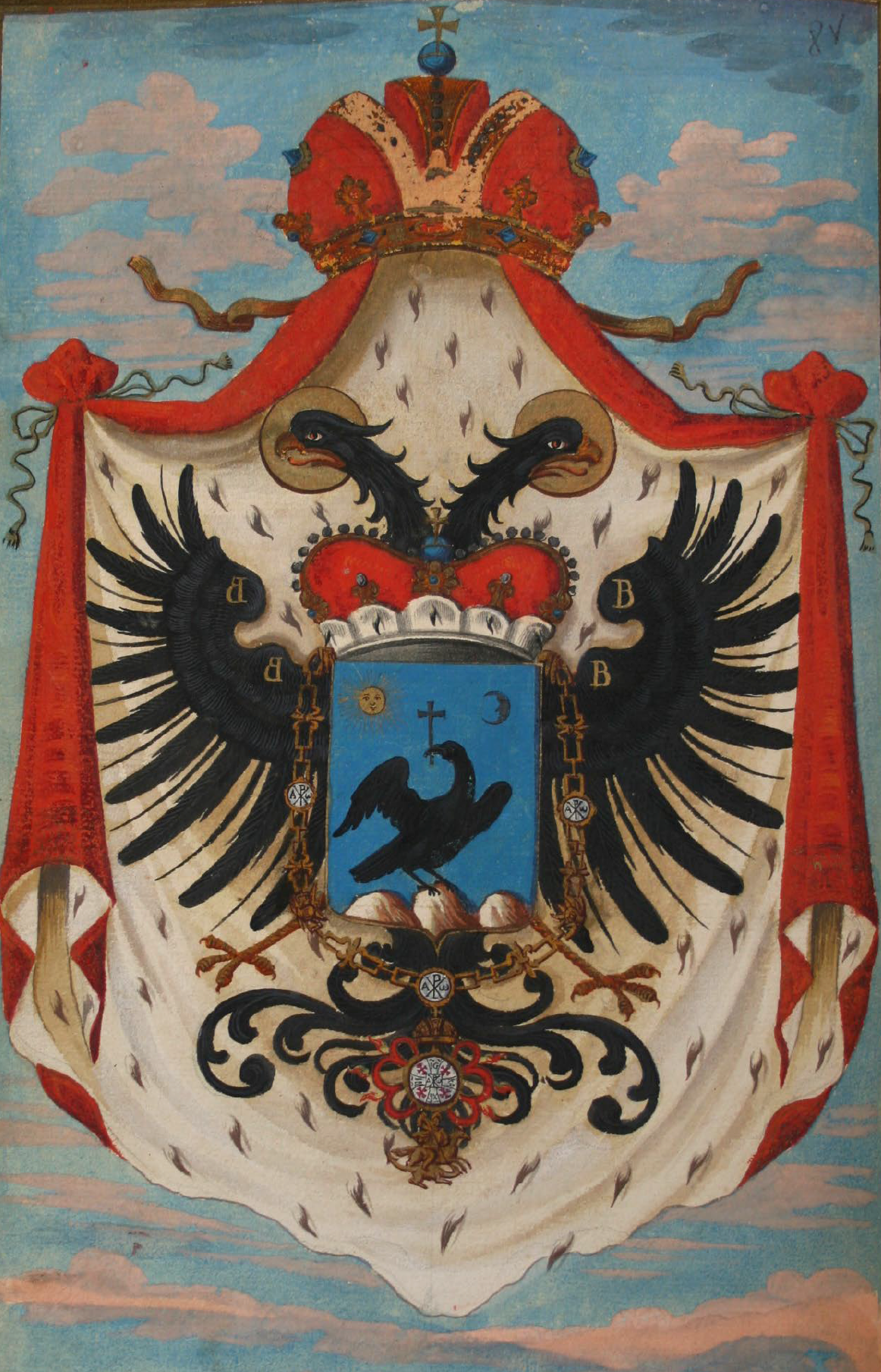
Герб Парву III Кантакузино[англ.]. После 1730
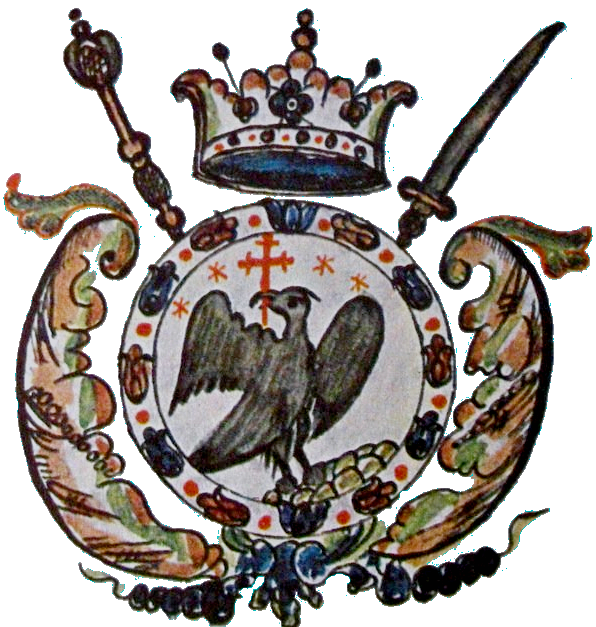
Герб Александра Ипсиланти. 1795
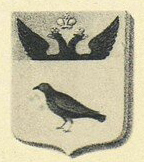
Герб Валашского полевого полка Российской империи, формировавшегося из жителей Валашского княжества. С 1776 по 1783

Ошибочные гербы
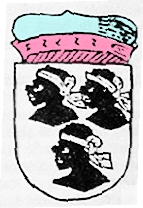
Вымышленный герб из «Хроники Констанцкого Собора» 1420 года
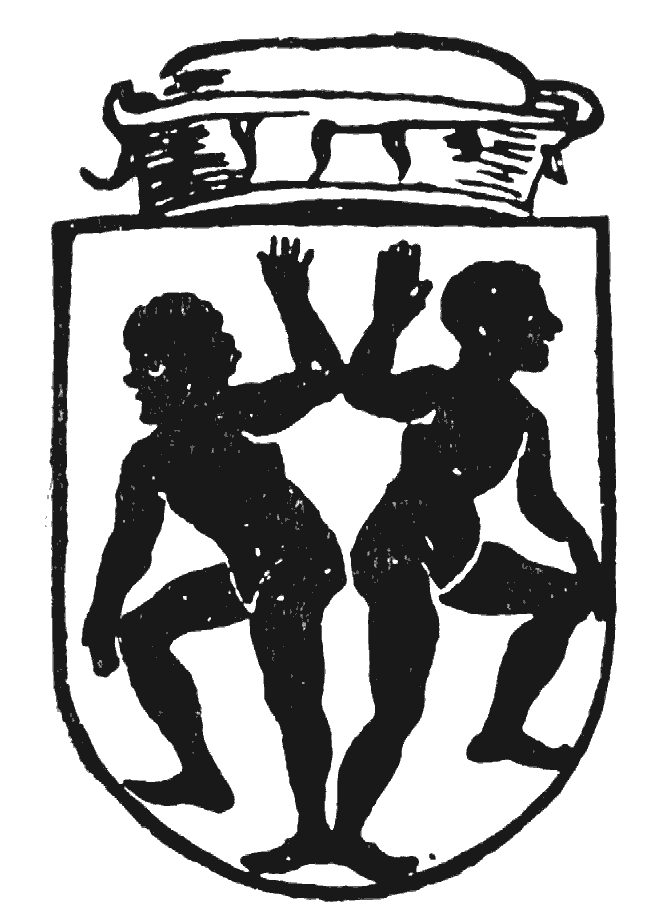
Из издания «Хроники Констанцкого Собора» 1536 года
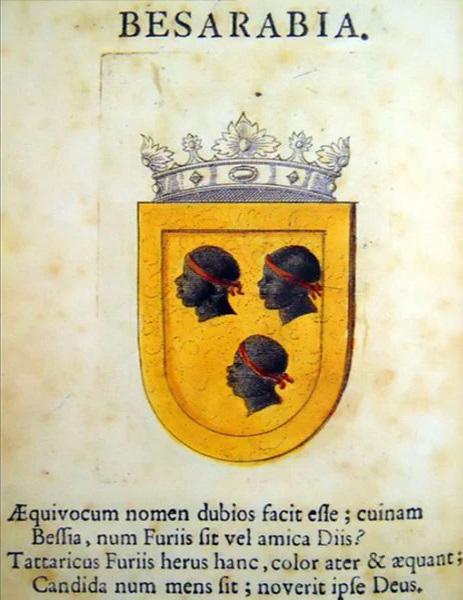
Из книги «Стематография». 1702
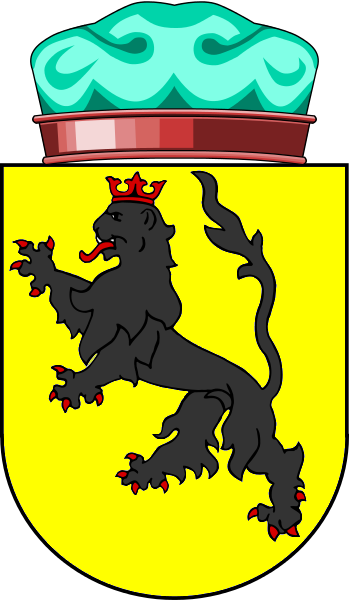
Герб из гербовника Conciliumbuch zu Costancz (1420—1430)
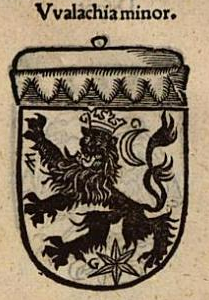
Герб Малой Валахии из гербовника 1581 года
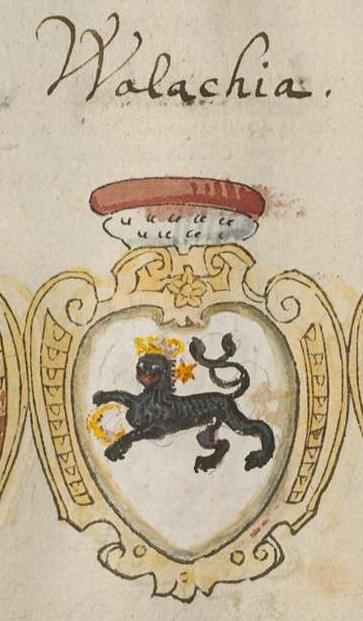
Из немецкого гербовника 1586 года